# USS Kansas (BB-21)
O USS Kansas foi um couraçado pré-dreadnought operado pela Marinha dos Estados Unidos e a quarta embarcação da Classe Connecticut, depois do USS Connecticut, USS Louisiana e USS Vermont, e seguido pelo USS Minnesota e USS New Hampshire. Sua construção começou em fevereiro de 1904, na New York Shipbuilding Corporation, sendo lançado ao mar em agosto de 1905 e comissionado em abril de 1907. Era armado com uma bateria principal composta por quatro canhões de 305 milímetros montados em duas torres de artilharia duplas, tinha um deslocamento carregado de quase dezoito mil toneladas e conseguia alcançar uma velocidade máxima de dezoito nós.
O Kansas teve uma carreira relativamente tranquila que envolveu sobretudo exercícios de rotina, atuando principalmente na Costa Leste dos Estados Unidos e no Caribe. Ele deu uma volta ao mundo entre 1907 e 1909, como parte da Grande Frota Branca. Fez viagens diplomáticas para a Europa em 1910 e 1911. A partir de 1913 envolveu-se na Revolução Mexicana para proteger interesses norte-americanos. Isto culminou com a Ocupação de Veracruz no ano seguinte. Foi usado como navio-escola durante a Primeira Guerra Mundial e ao final conflito como transporte de tropas para repatriar soldados norte-americanos. Foi descomissionado em 1921 e desmontado em 1923.

## Projeto
A classe Connecticut seguiu a classe Virginia, mas corrigiu algumas das deficiências mais significativas no projeto anterior, principalmente o arranjo sobreposto dos canhões principais e alguns dos secundários. Uma bateria terciária mais pesada de 178 milímetros substituiu os canhões de 152 milímetros que foram usadas em todos os projetos anteriores dos EUA. Apesar das melhorias, os navios tornaram-se obsoletos com a construção do revolucionário encouraçado britânico HMS Dreadnought, concluído antes da maioria dos membros da classe.
O Kansas tinha 139,1 metros de comprimento total, boca de 23,4 metros e calado de 7,5 metros. Ele deslocava 16 mil toneladas conforme projetado e até 17 949 em plena carga. O navio era movido por motores a vapor de expansão tripla com dois eixos avaliados em 16 500 cavalos indicados de potência, com vapor fornecido por doze caldeiras Babcock & Wilcox movidas a carvão canalizados em três funis. O sistema de propulsão gerou uma velocidade máxima de dezoito nós (33 quilômetros por hora). Como construído, ele foi equipado com mastros militares pesados, mas estes foram rapidamente substituídos por equivalentes treliçados, em 1909. Quando finalizado, sua tripulação era de 827 oficiais e homens, posteriormente aumentado para 881 e 896.
O navio era armado com uma bateria principal de quatro canhões Mark 5, de 305 milímetros (calibre 45) em duas torres de canhão gêmeas na linha central, uma à frente e outra à ré. A bateria secundária consistia em oito canhões de 203 milímetros (calibre 45) e doze canhões de 178 milímetros (calibre 45). Os canhões de 203 milímetros foram montados em quatro torres gêmeas no meio do navio e os canhões de 7 polegadas foram colocados em casamatas no casco. Para defesa de curto alcance contra torpedeiros, ele carregava vinte canhões de 76 milímetros (calibre 50) montados em casamatas ao longo da lateral do casco e doze canhões de 3 libras. Também carregava quatro canhões de 1 libra. Como era padrão para os navios capitais da época, o Kansas carregava quatro tubos de torpedo de 533 milímetros, submersos em seu casco na lateral.
O cinturão blindado do Kansas tinha 279 milímetros de espessura sobre os paióis e os espaços das máquinas de propulsão e 152 milímetros sob outros espaços. As torres de canhão da bateria principal tinham 305 milímetros em suas faces, e as barbetas de sustentação tinham 254 milímetros de blindagem. As torres secundárias tinham 178 milímetros de blindagem frontal. A torre de comando tinha 229 milímetros nos lados.

## Histórico de serviço

### Construção e Grande Frota Branca

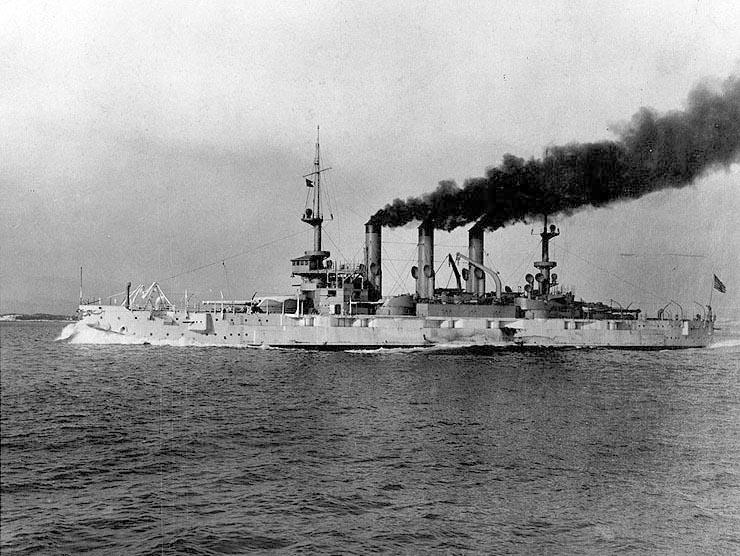
O Kansas nos testes de 1906; observe que os canhões de 178 milímetros não foram instalados

A quilha do Kansas foi batida no New York Shipbuilding Corporation de Camden, New Jersey. Ele foi lançado em 12 de agosto de 1905. Depois de concluir o trabalho de adaptação, o navio foi comissionado na frota em 18 de abril de 1907 na Filadélfia. O capitão Charles E. Vreeland foi o primeiro comandante do navio. Ele iniciou um cruzeiro de lançamento em 17 de agosto ao largo de Provincetown, Massachusetts, que revelou a necessidade de modificações, que começaram na Filadélfia em 24 de setembro. Em 9 de dezembro, ele se juntou aos navios que seriam designados para a Grande Frota Branca em Hampton Roads.
Em 16 de dezembro, o Kansas partiu de Hampton Roads com a Grande Frota Branca para uma circum-navegação. O cruzeiro da Grande Frota Branca foi concebido como uma forma de demonstrar o poder militar americano, particularmente para o Japão. As tensões começaram a aumentar entre os Estados Unidos e o Japão após a vitória deste último na Guerra Russo-Japonesa em 1905, particularmente sobre a oposição racista à imigração japonesa para os Estados Unidos. A imprensa de ambos os países começou a convocar a guerra, e Roosevelt esperava usar a demonstração de poderio naval para deter a agressão japonesa. O cruzeiro também pretendia afirmar o status dos Estados Unidos como uma potência naval global e convencer o Congresso da necessidade de apoiar o aumento dos gastos navais. A frota navegou para o sul até o Caribe e depois para a América do Sul, fazendo escalas em Port of Spain, Rio de Janeiro, Punta Arenas e Valparaíso, entre outras cidades. Depois de chegar ao México em março de 1908, a frota passou três semanas praticando artilharia. A frota então retomou sua viagem pela costa do Pacífico das Américas, parando em São Francisco e Seattle antes de cruzar o Pacífico para a Austrália, parando no Havaí no caminho. As paradas no Pacífico Sul incluíram Melbourne, Sydney e Auckland.
A frota então virou para o norte para as Filipinas, parando em Manila, antes de seguir para o Japão, onde uma cerimônia de boas-vindas foi realizada em Yokohama. Seguiram-se três semanas de exercícios na Baía de Subic, nas Filipinas, em novembro. Os navios passaram por Cingapura em 6 de dezembro e entraram no Oceano Índico; eles carvoaram em Colombo antes de prosseguir para o Canal de Suez e carvoar novamente em Porto Saíde, Egito. A frota fez escala em vários portos do Mediterrâneo antes de parar em Gibraltar, onde uma frota internacional de navios de guerra britânicos, russos, franceses e holandeses saudou os americanos. Os navios então cruzaram o Atlântico para retornar a Hampton Roads em 22 de fevereiro de 1909, tendo percorrido 86 542 quilômetros. Lá, eles realizaram uma revisão naval para o presidente Theodore Roosevelt.

### Tempos de paz

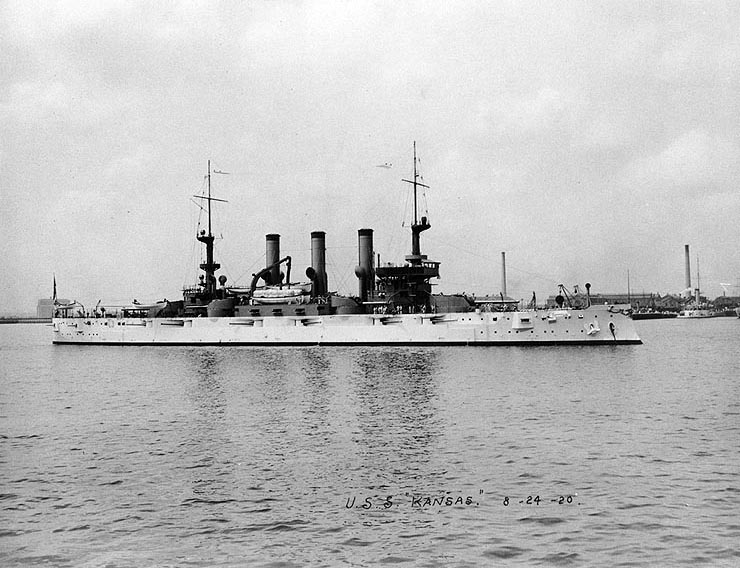
O Kansas c. 1907

Uma semana depois de retornar da viagem, o Kansas partiu para o Estaleiro Naval da Filadélfia para uma revisão após o longo período no mar. O trabalho foi concluído em 17 de junho e, a partir de então, o encouraçado iniciou uma rotina de manobras e vários exercícios de treinamento em tempo de paz que continuaram ao longo do ano seguinte. Em 15 de novembro de 1910, o navio ingressou na 2.ª Divisão de Encouraçados para um cruzeiro à Europa, parando em Cherbourg, na França, e em Portland, na Inglaterra. Os navios então cruzaram novamente o Atlântico, parando em São Domingos e Cuba antes de seguirem para Hampton Roads. Uma segunda viagem à Europa ocorreu em meados de 1911; desta vez, a divisão navegou para o Mar Báltico, visitando vários portos da região, incluindo Copenhaga, Dinamarca, Estocolmo, Suécia, Kronstadt, Rússia, e Quiel, Alemanha. Os navios chegaram de volta a Provincetown em 13 de julho e depois disso se juntaram aos exercícios de treinamento da frota em Virginia Capes. O Kansas partiu para o Norfolk Navy Yard em 3 de novembro para outra revisão.
O Kansas iniciou uma série de extensas manobras no início de 1912, baseado na Baía de Guantánamo, Cuba. Ele voltou a Hampton Roads para cumprimentar um esquadrão de navios de guerra alemães - o cruzador de batalha SMS Moltke e os cruzadores leves SMS Bremen e SMS Stettin — que visitaram o porto de 28 de maio a 8 de junho. O Kansas então embarcou em um cruzeiro de treinamento ao longo da costa leste dos Estados Unidos para aspirantes da Academia Naval dos Estados Unidos em 21 de junho. Ele desembarcou os aspirantes em Annapolis no dia 30 de agosto. Em 15 de novembro, a belonave iniciou um cruzeiro de treinamento para o Golfo do México, chegando de volta à Filadélfia para uma revisão em 21 de dezembro. O navio voltou ao serviço em 5 de maio de 1913 e cruzou a costa leste nos meses seguintes. Em 25 de outubro, ele cruzou o Atlântico e o Mar Mediterrâneo, que incluiu uma escala em Gênova, na Itália. Depois de retornar à Baía de Guantánamo, ele foi enviado para a costa do México para proteger os interesses dos Estados Unidos durante a Revolução Mexicana. O navio estava de volta a Norfolk em 14 de março de 1914, e outra revisão na Filadélfia ocorreu em 11 de abril. Em 1º de julho, o Kansas partiu de Norfolk para levar os restos mortais do recém-falecido embaixador venezuelano nos Estados Unidos de volta ao seu país de origem. Ele chegou a La Guaira em 14 de julho antes de retornar à costa mexicana para apoiar as forças que ocupavam Veracruz. Ele deixou a área em 29 de outubro para responder aos distúrbios em Porto Príncipe, Haiti, chegando em 3 de novembro. O encouraçado permaneceu lá por um mês antes de partir em 1º de dezembro para a Filadélfia. O navio então retomou a rotina normal de exercícios de treinamento em tempos de paz na costa leste e em Cuba até 30 de setembro de 1916, quando passou por outra revisão na Filadélfia.

### Primeira Guerra Mundial

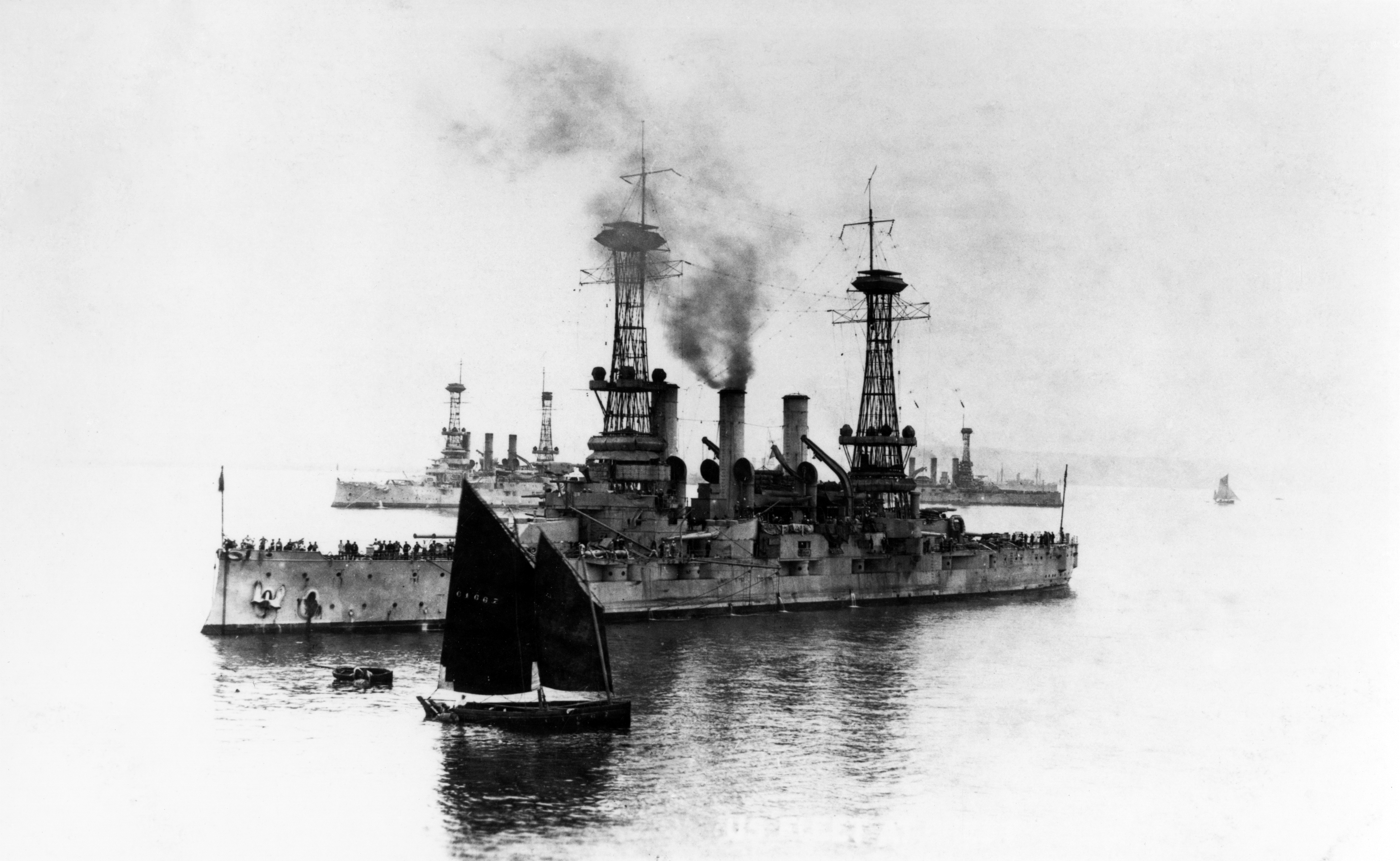
O Kansas em Brest, França, em 1919; (à esquerda) e (à direita) são visíveis à distância

O navio ainda estava em doca seca quando os Estados Unidos declararam guerra à Alemanha em 6 de abril de 1917. Em 10 de julho, ele foi designado para a 4.ª Divisão de Encouraçados e foi incumbido principalmente de treinar pessoal na Baía de Chesapeake. Em setembro de 1918, ele foi designado para o serviço de escolta de comboio, com a primeira missão desse tipo em 6 de setembro. O navio partiu com seu navio irmão USS New Hampshire e o dreadnought USS South Carolina para proteger o comboio de tropas HX. Em 16 de setembro, os três couraçados deixaram o comboio no Atlântico e voltaram para os Estados Unidos, enquanto outras escoltas trouxeram o comboio para o porto. No dia 17, o South Carolina perdeu sua hélice de estibordo, o que a obrigou a reduzir a velocidade para onze nós (vinte quilômetros por hora) usando apenas a hélice de bombordo. O Kansas e o New Hampshire permaneceram com o South Carolina para escoltá-lo de volta ao porto. O dever do comboio não durou muito, pois os alemães assinaram o Armistício que encerrou a guerra em 11 de novembro.
Após o fim da guerra em novembro de 1918, ele se juntou ao esforço para devolver os soldados americanos da França, fazendo cinco viagens a Brest, na França. A primeira delas ocorreu em dezembro; o Kansas e o encouraçado Georgia partiram em 10 de dezembro e chegaram a Brest no dia 22. Os dois navios embarcaram um total de 2.732 soldados entre eles ao longo de quatro dias antes de partir para a viagem de volta. Uma grande reforma na Filadélfia ocorreu de 29 de junho de 1919 a 17 de maio de 1920. Ele então seguiu para Annapolis, chegando no dia 20 e embarcando aspirantes para outro cruzeiro de treinamento, desta vez para o Oceano Pacífico. O encouraçado passou pelo Canal do Panamá e visitou vários portos na costa oeste, incluindo Honolulu, Seattle, São Francisco e San Pedro. Ele deixou San Pedro em 11 de agosto com destino ao Canal do Panamá e cruzou para o Caribe para uma parada na Baía de Guantánamo. O Kansas voltou a Annapolis em 2 de setembro, onde desembarcou os aspirantes. O contra-almirante Charles Frederick Hughes ergueu sua bandeira a bordo do Kansas, na Filadélfia, como a nau capitânia da 4.ª Divisão de Encouraçados.
O navio partiu no dia 27 de setembro para um cruzeiro no Caribe. Enquanto em Grassey Bay, nas Bermudas, em 2 de outubro, Eduardo, Príncipe de Gales, visitou o navio. No dia 4, ele passou pelo Canal do Panamá e navegou até a Samoa Americana, parando em Pago Pago, Samoa em 11 de novembro. O Kansas então visitou o Havaí antes de cruzar de volta o Canal do Panamá e, finalmente, retornar à Filadélfia em 7 de março de 1921. Outro cruzeiro de treinamento de aspirantes ocorreu em 4 de junho; três outros encouraçados juntaram-se a ele para uma visita às águas europeias. As paradas incluíram Oslo, Noruega, Lisboa, Portugal e Gibraltar. Eles passaram pela Baía de Guantánamo antes de retornar a Annapolis em 28 de agosto. Uma visita a Nova York ocorreu de 3 a 19 de setembro. Ele voltou à Filadélfia no dia seguinte, onde foi desativado em 16 de dezembro. O Kansas foi retirado do Registro Naval em 24 de agosto de 1923, de acordo com os termos do Tratado Naval de Washington, e foi posteriormente desmontado.